# Casa al carrer Santiago Russinyol, 2 (Camallera)
La casa al carrer Santiago Russinyol, 2, és un masia de Camallera, al municipi de Saus, Camallera i Llampaies (Alt Empordà), inclosa a l'Inventari del Patrimoni Arquitectònic de Catalunya.

## Número 2
És una masia dins del nucli urbà de la població de Camallera, a la part de ponent del terme, al sud de l'església parroquial i formant cantonada amb el carrer de Sant Sebastià. És una masia aïllada formada per l'habitatge i un cos annex, envoltada de pati i jardí. L'edifici principal presenta la planta rectangular, amb la teulada de teula de dues vessants i distribuït en planta baixa i pis, amb un altell a la part superior amb la coberta de dues aigües disposada en perpendicular a la teulada gran.
La façana principal, orientada a migdia, presenta un gran portal d'accés d'arc rebaixat, bastit amb maons. La resta d'obertures són rectangulars amb els emmarcaments arrebossats. Damunt del portal hi ha un balcó exempt, amb la llosana motllurada. A la banda de llevant de l'edifici hi ha un cos adossat format per un porxo a la planta baixa i una terrassa al pis, probablement fruit d'una ampliació posterior. El porxo està bastit amb tres grans arcades de mig punt i la terrassa presenta una barana d'obra decorada.
A la part sud-oest de la finca hi ha l'edifici annex que acompanya la masia, de planta rectangular i la coberta de dues vessants. Una gran tanca de pedra i maons delimita la finca. La construcció, tot i que bastida en pedra i maons, està arrebossada. Aquest edifici està inclòs a l'Inventari del Patrimoni Arquitectònic de Catalunya.